# D膜

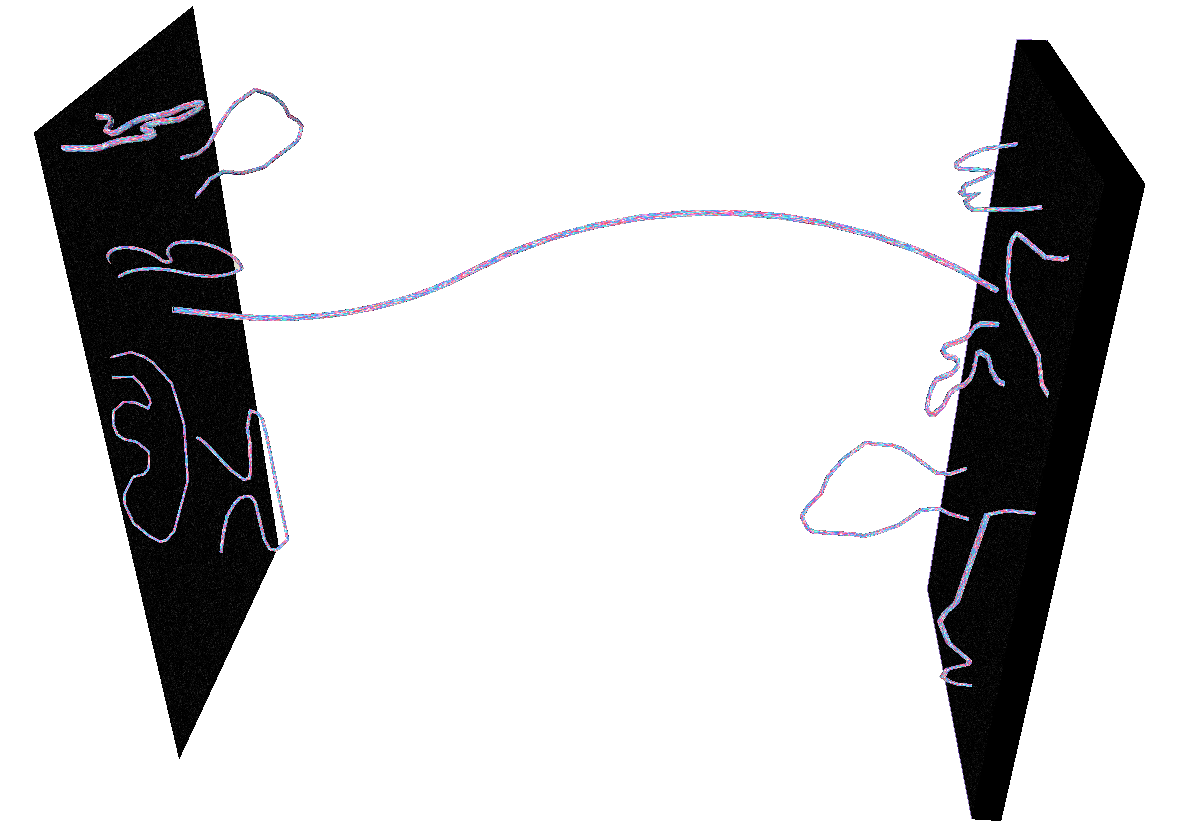
D膜示意圖：開弦端點以狄利克雷邊界條件固定在其上

在弦論中，D-膜是一種物體可以讓開弦的端點以狄利克雷边界条件固定的地方。
D-膜是1989年由Dai, Leigh和約瑟夫·波爾欽斯基發現，另外較罕為人知的是，切赫·荷拉伐在1989年也曾獨立發現D-膜。約瑟夫·波爾欽斯基在1995年發現了D-膜其實和超重力的解－黑p-膜是一樣的東西。這個發現促使了第二次弦論革命，還有全像對偶和M理論對偶的發現。
D-膜通常以它的維度作分類，可以在D後面加入維度數做表示，如D0-膜是一個點，D1-膜是一條線(有時又稱作D-線)，D2-是平面等，其中D25-膜是在玻色弦理論(bosonic string theory)所考慮到維度最高的空間。除此之外，還有跟即時子同性質固定在時間和空間中的D(-1)-膜。  

## 理論背景
開弦（一種有端點的弦）的端點依照弦論的运動方程必須滿足兩種邊界條件的其中一種：
1. 諾伊曼邊界條件－端點可以在時間和空間中自由的移動；
2. 狄利克雷邊界條件－端點被固定在時間空間之中。

弦的端點的每一個座標都需要滿足其中一種的邊界條件。而弦的兩個端點也可以滿足不同的邊界條件。

## 规范场论
陈–怕吞因素

## 文獻
- Bachas, C. P. "Lectures on D-branes" (1998). arXiv:hep-th/9806199.
- Giveon, A. and Kutasov, D. "Brane dynamics and gauge theory," Rev. Mod. Phys. 71, 983 (1999). arXiv:hep-th/9802067.
- Johnson, Clifford. . Cambridge: Cambridge University Press. 2003. ISBN 0-521-80912-6.
- Polchinski, Joseph, TASI Lectures on D-branes, arXiv:hep-th/9611050.  Lectures given at TASI '96.
- Polchinski, Joseph, Phys. Rev. Lett. 75, 4724 (1995). An article which established D-branes' significance in string theory.
- Zwiebach, Barton.  A First Course in String Theory. Cambridge University Press (2004). ISBN 0-521-83143-1.